# Libavcodec
libavcodec是一款LGPL自由软件编解码库，用于视频和音频数据的编解码工作。带有这个名字的库有FFmpeg项目和Libav项目，但是它们却彼此不兼容。
libavcodec是个集成了许多开源多媒体应用和框架。常见的MPlayer、xine和VLC媒体播放器都使用它作为它们的主要内置解码引擎，用于许多音频视频格式在所有支持的平台上的重放。它也被ffdshow试用解码器用作主要的解码库。libavcodec也被用于视频编辑和转换应用，例如Avidemux、MEncoder或者Kdenlive既用它解码也用其编码。
libavcodec包含了解码器和为实现若干专有格式而存在的编码器。其本身在逆向工程方面的工作就是libavcodec发展成长的一部分。在标准的libavcodec框架下，有着这些有效的编解码器为使用原始的编解码器带来很大的益处，最明显的就是提升了移植性。另一些方面也增加了它的表现力，因为libavcodec包含了一份标准库，它高度优化了常见建立块的实现，比如DCT和色彩空间转换。但是，即便libavcodec致力于将字节提取级别的解码来实现最终结果，这样的重现中出现的错误和丢失的特征有时候能导致回放固定文件的兼容性问题。

## 已實作的影像編解碼器
libavcodec包含如下的編解碼：

| - Animated GIF - Asus v1與v2 - AVS（僅解碼功能） - AV1 - CamStudio（僅解碼功能） - CineForm（僅解碼功能） - Cinepak（僅解碼功能） - Creative YUV（CYUV,僅解碼功能） - Dirac（僅解碼功能，編碼則經由libdirac以及libschroedinger） - DNxHD - Duck TrueMotion v1與v2（僅解碼功能） - Flash Screen Video - FFV1 - Flash Screen Video v1 and v2 - H.261 - H.262/MPEG-2 Part 2 - H.263 - H.264/MPEG-4 AVC（原生解碼，編碼則透過x264） - Huffyuv - id Software RoQ Video - Intel Indeo（僅解碼功能） - Lagarith（僅解碼功能） - LOCO（僅解碼功能） - Mimic（僅解碼功能） - MJPEG - MPEG-1 - MPEG-2/H.262 - MPEG-4 Part 2（格式多用於DivX與Xvid） | - On2 VP3（僅解碼功能） - On2 VP5（僅解碼功能） - On2 VP6（僅解碼功能） - On2 VP8（native decoder, encoding through libvpx） - On2 VP9 (原生解碼，編碼則libvpx-vp9) - Apple ProRes - Apple Computer QuickDraw（僅解碼功能） - QuickTime: Graphics（僅解碼功能）, Video（decoding only）and Animation（RLE） - RealVideo RV10 and RV20 - RealVideo RV30 and RV40（僅解碼功能） - Smacker video（僅解碼功能） - Snow - Sorenson SVQ1 - Sorenson SVQ3（僅解碼功能） - Theora（原生解碼，編碼則libtheora） - VC-1（僅解碼功能） - Sierra VMD Video（decoding only） - VMware VMnc（decoding only） - Westwood Studios VQA（decoding only） - WMV—版本7與8 - WMV—version 9 / VC-1（僅解碼功能） - Windows Media Video Image（僅解碼功能） - Windows Media Video Screen 1 and 2（decoding only） - Wing Commander/Xan Video（僅解碼功能） |

## 已實作的音頻編解碼器
libavcodec含蓋列下的音頻編解碼格式：

| - 8SVX（僅解碼功能） - AAC - AC-3 - AMR（僅解碼功能） - AMR-WB（僅解碼功能） - Apple Lossless - ATRAC3（僅解碼功能） - Cook Codec（僅解碼功能） - DTS（編碼仍在實驗中） - EA ADPCM（僅解碼功能） - E-AC-3 - EVRC（僅解碼功能） - FLAC - GSM 06.10（原生解碼功能，編碼則經由libgsm） - Intel Music Coder and Indeo Audio Coder（僅解碼功能） - Meridian Lossless Packing / Dolby TrueHD - Monkey's Audio（僅解碼功能） - MP1（僅解碼功能） - MP2 - MP3（原生解碼功能，編碼係透過LAME） | - Nellymoser Asao Codec in Flash - Opus透過外部的libopus - QCELP（僅解碼） - QDM2（僅解碼） - RealAudio 1.0 - RealAudio 2.0（僅解碼） - Shorten（僅解碼） - Truespeech（僅解碼） - TTA - TwinVQ（僅解碼） - Vorbis - WavPack - 1與2 - Windows Media Audio 9 Lossless（僅解碼） - Windows Media Audio 9 Professional（僅解碼） - Windows Media Audio Voice（僅解碼） |

## 引用libavcodec的庫
- libavformat（FFmpeg之部份）
- libgegl（GEGL可選之部份）
  - libgimp（GIMP之部份）
- libmpcodecs（MPlayer之部份）
  - libmpdemux（MPlayer之部份）

## 使用libavcodec的應用程式

### 影像播放器
- FFplay
- MPlayer
- MPC-HC 和 MPC-BE
- VLC
- xine
- PotPlayer
- IINA

### 音頻播放器
- Audacious（Uses in audacious-plugins's ffaudio）
- Rockbox（仅FLAC编码）
- XMMS2

### 多媒體播放器
- Gnash
- Moonlight
- swfdec

### 影像編輯
參見影像編輯軟體比較表
- Avidemux
- Cinelerra
- Kdenlive
- Kino

### 視覺效果
- Jahshaka

### 音頻編輯
- Audacity（自1.3.6版以後）
- SoX（可選）

### 影像轉換
- FFmpeg
- HandBrake
- MEncoder
- SUPER（英语：SUPER (software)）
- Transcode（英语：Transcode (software)）
- ffmpeg2theora

### 視訊庫
- GPAC
- Media Lovin' Toolkit

### 光碟制作
- K3b

### 圖庫
- GEGL
- ImageMagick

### 3D圖形編輯器
- Blender[6]

### VoIP
- Ekiga
- QuteCom
- Linphone

### 多媒體流伺服器
- FFserver
- VLC media player

### 多媒體架構
- ffdshow（将 libavcodec 包装为 DirectShow 滤镜，并添加后处理工序以增强图像质量；安装后可自动为 Windows 上使用 DirectShow 架构的播放器所调用，包括 Windows Media Player、Media Player Classic、Winamp 等。ffdshow 同时也将 libavcodec 包装为 Video for Windows 滤镜，这是大多数视频编辑软件所用的架构。）
- LAV Filters
- GStreamer via the GStreamer FFmpeg plugin
- Perian
- Bellagio OpenMAX Integration Layer – opensource OpenMAX IL API implementation

### 電腦視訊庫
- OpenCV[7]

### 瀏覽器
- Google Chrome [8]

### 媒體中心
- MythTV
- Plex
- XBMC

### 擷取螢幕
- xvidcap[9]

### 设备工具集
- BitPim – 用于CDMA手机的工具集

### 闭路电视
- ZoneMinder – 摄像头安全套件
- Motion – 摄像头安全/监视程序

### 遊戲
- Performous –音樂遊戲包含美聲，樂團，以及舞蹈。
- StepMania
- Ultrastar
- osu!

### 其他
- CorePlayer
- FreeJ
- Ingex Studio – used by BBC
- PulseAudio – includes only resamplers code[10]